# Alfredo Torres
Alfredo Torres, teljes nevén Juan Alfredo Torres González (Zapopan, 1931. május 31. – 2022. november 10.) válogatott mexikói labdarúgó, csatár, edző.

## Pályafutása
Torres egy igazi lokálpatrióta volt teljes pályafutása során, legyen szó akár játékos-, akár edzői karrierjéről. Teljes felnőtt éveiben egy csapatban, az Atlasban szerepelt, húsztól harminckilenc éves koráig. Miután befejezte az aktív futballt, edzőként is csak itt dolgozott, méghozzá öt ciklusban is, 1971 és 1986 között. Legnagyobb sikere az első osztályba történő feljutás volt 1972-ben és 1979-ben.
A válogatottban 1953-ban mutatkozhatott be, és egy évvel később részt vehetett az 1954-es világbajnokságon